# Smokęcino
Smokęcino (deutsch Schmuckenthin) ist ein Dorf in der Woiwodschaft Westpommern in Polen. Er gehört zu der Gmina Brojce (Gemeinde Broitz) im Powiat Gryficki (Greifenberger Kreis).

## Geographische Lage
Das Dorf liegt in Hinterpommern, etwa 6 Kilometer südöstlich von Brojce (Broitz), etwa 16 Kilometer östlich von Gryfice (Greifenberg) und etwa 80 Kilometer nordöstlich der regionalen Metropole Stettin.

## Geschichte

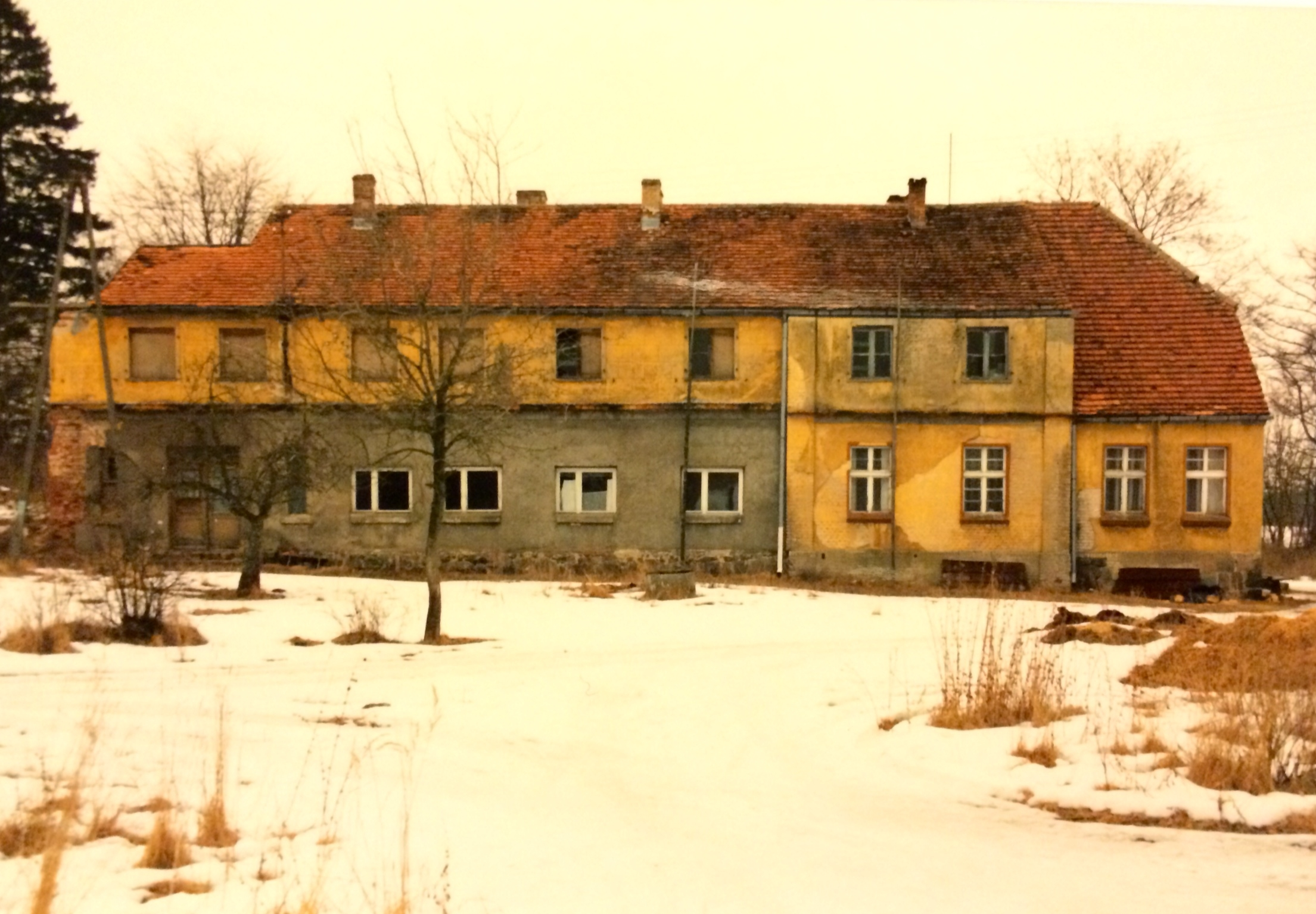
Ehemaliges Gutshaus Schmuckenthin (1996)

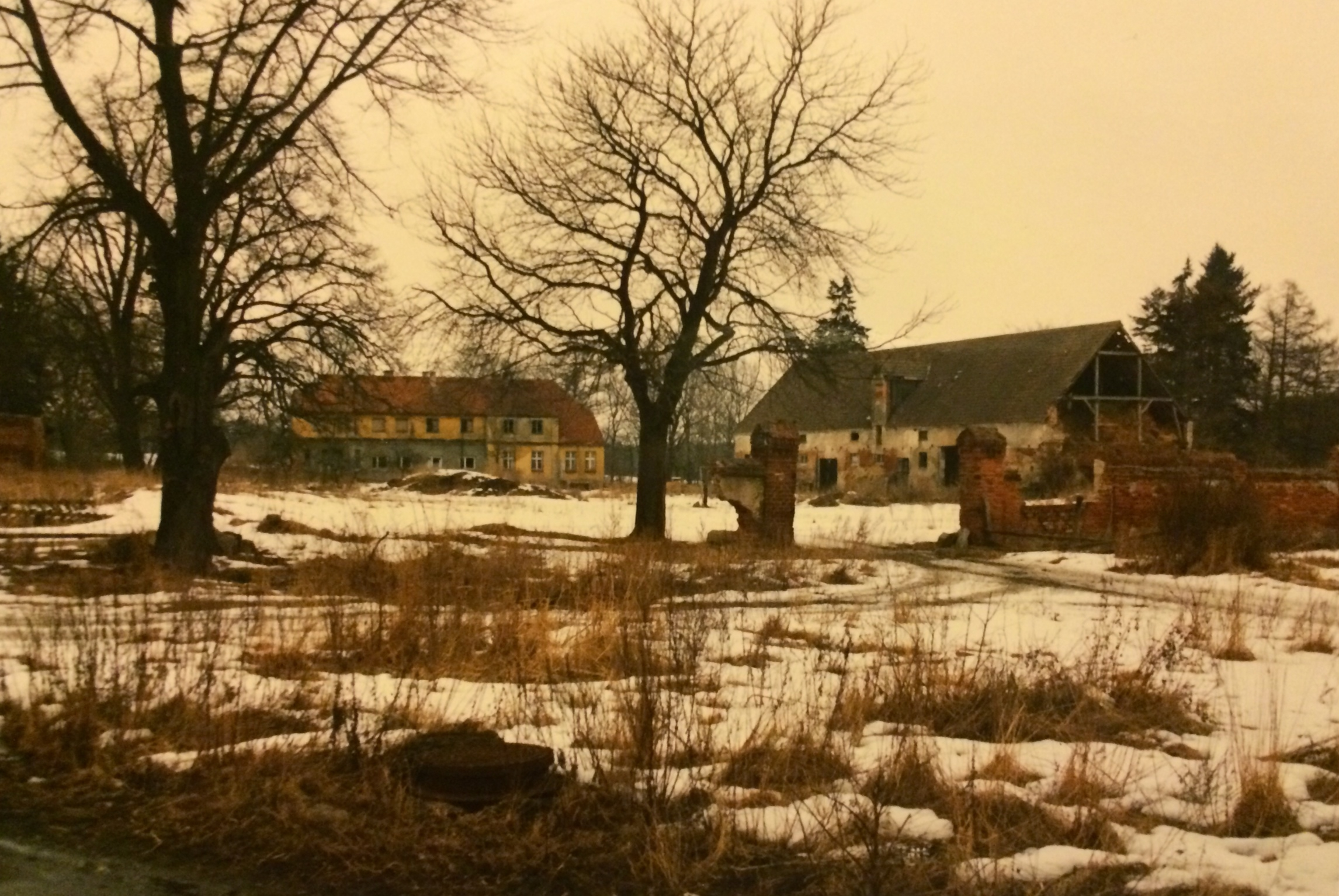
Gesamtansicht Gut Schmuckenthin (1996, Restanlage)

Schmuckenthin war ein Rittergut, das sich fast ununterbrochen über 200 Jahre im Lehensbesitz der pommerschen uradligen Familie Manteuffel befand. Die Grundherren auf Kölpin gründeten das Gut im 16. Jahrhundert vermutlich zum Zwecke der Eigenwirtschaft. Auf der Großen Lubinschen Karte des Herzogtums Pommern von 1618 ist der Ort als „Smuckentin“ eingetragen. 1618 wurden die Manteuffel als Besitzer angeführt. Zehn Jahre später erschien der Ort als Gut in der pommerschen Hufenmatrikel. Besitzer war zu der Zeit ein Peter von Manteuffel, der neben Schmuckenthin noch mit Anteilen in Dummadel und Pinnow B belehnt war. Die Ausdehnung des Ritterguts betrug in dieser Zeit 14½ Hakenhufen. Zum Gut gehörten 1 Kossäte, 1 ½ Krug, 1 Schmied und 1 Schäfer.
Im 18. Jahrhundert wurden die alten Lehengüter der Manteuffel Kölpin und Sternin durch Aufteilung und Verkäufe geteilt. Schmuckenthin gehörte zusammen mit Grandhof, Streckentin A, Pinnow B und der Pertinenz Brückenkrug zum Besitzanteil Kölpin C. Ab 1720 kam Kölpin C zusammen mit dem Rittergut Schmuckenthin an den Oberstleutnant und späteren Generalmajor Adam von Weyher auf Lenzen, nachdem der Besitz den Manteuffelschen Erben von Friedrich Wilhelm I. einerseits wegen Felonie, andererseits wegen fehlender Erbrangfolge für verlustig erklärt wurde.
1757 und 1763 wurde durch Kabinettsbefehle festgelegt, dass die nächste Lehnsfolge wiederum an die Manteuffel fallen sollte. Die Erben des Adam von Weyher verkauften daraufhin im Jahre 1775 die Güter, darunter auch Schmuckenthin, wieder an die Familie Manteuffel. In Ludwig Wilhelm Brüggemanns Ausführlicher Beschreibung des gegenwärtigen Zustandes des Königlich-Preußischen Herzogtums Vor- und Hinterpommern (1784) ist bei Kölpin „Schmuckenthin mit einem Vorwerke, einer Schäferey, 3 Cossäthen und überhaupt 6 Feuerstellen nebst dem dazu gehörigen Brückenkruge bei Reselkow mit 1 Feuerstelle“ aufgeführt. Schmuckenthin wurde ebenso wie Grandhof als ein „Rittersitz“, also als Wohnsitz eines grundbesitzenden Adligen, bezeichnet. Der Brückenkrug wurde Anfang des 19. Jahrhunderts als separates Rittergut eingerichtet und von Schmuckenthin abgetrennt. 1852 wurde Schmuckenthin endgültig von der Familie Manteuffel verkauft.
Um 1900 verkaufte der damalige Besitzer von Schmuckenthin die in der Feldmark gelegenen Höfe Bastenkathen und Seehof mit 133 Hektar Land an den Fiskus, der sie aufforsten ließ. Die Fläche wurde bald vom Berliner Unternehmer Robert Stock erworben, der aus diesen und weiteren angekauften Flächen ein Forstgut bildete. Nach mehreren Besitzwechseln erwarb in den 1920er Jahren Theodor von Wenzel Schmuckenthin. Er erwarb auch das benachbarte Gut Vogelsang, das er als Vorwerk von Schmuckenthin bewirtschaftete. Der Gutsbetrieb Schmuckenthin umfasste mit Stand 1939 472 Hektar Land, davon 293 Hektar Ackerland; es wurden 25 Pferde, 132 Rinder und (Stand 1928) 120 Schweine gehalten.
Schmuckenthin bildete seit dem 19. Jahrhundert einen eigenen Gutsbezirk. Der Gutsbezirk Schmuckenthin umfasste um 1860 eine Fläche von 612 Hektar. Die um 1900 verkauften Landflächen wurden in den 1905 gebildeten Forstgutsbezirk Sophienwalde umgegliedert, so dass der Gutsbezirk Schmuckenthin ab 1905 nur noch 478 Hektar umfasste. Mit der Auflösung der Gutsbezirke in Preußen wurde Schmuckenthin 1928 in die Landgemeinde Kölpin eingemeindet. Bis 1945 bildete Schmuckenthin einen Wohnplatz in der Gemeinde Kölpin und gehörte mit dieser zum Kreis Kolberg-Körlin.
Das Dorf wurde nach Kriegsende zusammen mit ganz Hinterpommern Teil Polens. Die Bevölkerung wurde vertrieben und durch Polen ersetzt. Der Ortsname wurde zu „Smokęcino“ polonisiert. Das Dorf liegt heute in der Gmina Brojce (Gemeinde Broitz) und bildet mit den Nachbarorten Kiełpino (Kölpin) und Raciborów (Vogelsang) ein Schulzenamt.

## Entwicklung der Einwohnerzahlen
- 1816: 054 Einwohner[10]
- 1855: 082 Einwohner[10]
- 1864: 078 Einwohner[10]
- 1895: 085 Einwohner[10]
- 1919: 108 Einwohner[10]
- 1925: 133 Einwohner[10]
- 1939: 140 Einwohner[11]